# Конфлан, Юбер
Юбер де Бриенн, граф де Конфлан (фр. Hubert de Brienne, comte de Conflans; 1690, Париж — 27 января 1777, Париж) — французский адмирал и маршал Франции (18 марта 1758 года).

## Биография
Поступил на флот в 1706 году. Участвовал в войне за испанское наследство.
В войне за австрийское наследство отличился тем, что, командуя малыми отрядами, не раз счастливо проводил большие караваны коммерческих судов между Францией и Вест-Индией.
В 1747 году Конфлан был назначен губернатором острова Сан-Доминго и в 1748 году произведен в контр-адмиралы.
В 1756 году Конфлан получил чин вице-адмирала, а в 1758 году — звание маршала Франции.
В 1759 году Конфлан, в должности главнокомандующего всеми морскими силами в Атлантическом океане, находился во главе французской эскадры в сражении с англичанами в Киберонской бухте.